# 1998年冬季残疾人奥林匹克运动会德国代表团
1998年冬季残疾人奥林匹克运动会德国代表团是德国派出的1998年冬季残疾人奥林匹克运动会代表团。获得14枚金牌、17枚银牌和13枚铜牌。